# Boomhoppen
Boomhoppen (Phoeniculidae) zijn een familie van vogels uit de orde Bucerotiformes. De familie telt twee geslachten met in totaal acht soorten.

## Kenmerken
Ze hebben een zwart verenkleed met een blauwe of metaalgroene glans. Ze hebben afgeronde vleugels, korte poten met lange nagels en een lange, fijne, licht gebogen snavel.

## Leefwijze
Deze vogels leven solitair of in groepjes. Hun voedsel bestaat uit insecten en allerlei bessen. Het nest wordt gebouwd in een boomholte.

## Verspreiding en leefgebied
Deze familie komt voor in Afrika, bezuiden van de Sahara.

## Taxonomie
- Geslacht Phoeniculus (5 soorten kakelaars/boomhoppen)
- Geslacht Rhinopomastus (3 soorten boomhoppen)